# Finnøya (Møre og Romsdal)
Finnøya  est une petite île de la commune de Ålesund, du comté de Møre og Romsdal, dans la mer de Norvège.

## Description
L'île de 0,6 km2 est à 1,5 km au nord-est de l'île Harøya à laquelle elle est reliée par la route. Elle dispose aussi de liaisons par ferry vers Sandøya, Orta et Ona.
L'île dispose d'un parc aquatique avec deux piscines, le Håp i havet .

### Site Ramsar
La Réserve naturelle de Lyngholman (Système de zones humides de Harøya) a été créée en 1988 pour protéger une zone humide importante,.